# India de El Paraíso

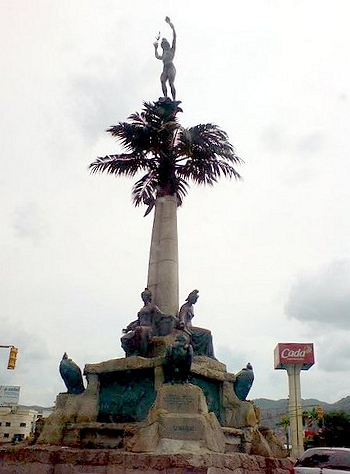
El Monumento a Carabobo vista desde la Avenida O'Higgins.

El Monumento a Carabobo, conocido popularmente como la India de El Paraíso, es un monumento ubicado en Caracas, Venezuela en conmemoración de la Independencia de ese país tras la Batalla de Carabobo. Es el punto de encuentro de cuatro avenidas, José Antonio Páez, O'Higgins, Teherán y Principal de La Vega, además sirve de punto limítrofe entre las parroquias El Paraíso y La Vega.
Su construcción fue ordenada por el presidente Cipriano Castro, pero luego de ser derrocado, el presidente Juan Vicente Gómez fue el que se encargó de llevar a cabo el proyecto, por ello en 1910 se selecciona al escultor venezolano Eloy Palacios para diseñar la obra. La intención inicial era colocarla en el Campo de Carabobo, pero finalmente decidió que se instalara al final de El Paraíso. Fue inaugurado el 5 de julio de 1911, bajo la administración de Juan Vicente Gómez. Su ubicación original fue cerca del antiguo hipódromo de El Paraíso, en lo que actualmente es la Avenida Páez. Tuvo que ser reubicada para dar paso a la construcción del ramal del Distribuidor La Araña que da acceso al túnel que va al Cementerio.
El monumento fue diseñado con una base de rocas que representan el territorio liberado por Simón Bolívar, en las rocas se sitúan tres figuras que representan las tres repúblicas que integraron la Gran Colombia: Nueva Granada (Colombia), Ecuador y Venezuela. Sobre las rocas surge una palmera con hojas de metal sobre las que se posa una mujer con el gorro frigio, llevando el laurel y la antorcha como símbolo de la Libertad.
En 2006, el espacio fue totalmente renovado por iniciativa de la Alcaldía de Libertador bajo la administración de Freddy Bernal.